# Quetzal-resplandecente
O quetzal-resplandecente (Pharomachrus mocinno), é um pequeno pássaro encontrado no sul do México e América central que vive em florestas tropicais, particularmente floresta nubladas. Eles fazem parte da família frogoniformes e tem duas subespécies reconhecidas, P. m. mocinno and P. m. costaricensis. Como os outros quetzais, o resplandecente é majoritariamente omnívoro; a sua dieta consiste maioritariamente em frutos de plantas na família laurales, lauraceae, mas também ocasionalmente presa insectos, lagarto, sapos e caracóis. 
A espécie é conhecida pela sua plumagem colorida e complexa que difere substancialmente entre os sexos. Os machos têm plumas verdes iridescentes, um peito e barriga inferiores vermelhos, asas interiores pretas e uma cauda inferior branca, enquanto as fêmeas são mais baças e têm uma cauda mais curta. Peitos inferiores, barrigas e bicos cinzentos, juntamente com cabeças verdes bronzeadas são características das fêmeas. Estas aves fazem buracos ocos em árvores em decomposição ou utilizam os já feitos por pica-pau como local de nidificação. Sabe-se que por se revezarem enquanto incubam, machos durante todo o dia e fêmeas à noite. A fêmea deposita geralmente um a três ovos, que eclodem em 17 a 19 dias. O quetzal é um migrante altitudinal, migrando das encostas para o canópia da floresta. Isto ocorre durante a época de reprodução, que varia dependendo do local, mas normalmente começa em Março e estende-se até Agosto.
O resplandecente quetzal é considerado quase ameaçado na Lista Vermelha da IUCN, sendo adestruição de habitat a principal ameaça. Tem um papel importante na mitologia mesoamericana, e está intimamente associado ao Quetzalcóatl. Actualmente, é o animal nacional da Guatemala, sendo retratado na bandeira da Guatemala e no brasão de armas; também dá o seu nome à moeda do país, o quetzal guatemalense.